# 龍蝦灣
龍蝦灣是香港一個海灣，位於新界西貢區清水灣半島相思灣以西，背靠大嶺峒，面臨牛尾海。海灣為一石灘，有些人會在此處釣魚。另一方面，據說在70年代，該水底環境是佈滿龍蝦及海洋生物，現在該海灣也是香港的其中一個熱門潛水地點，海底仍有小量珊瑚及海葵群落。
此外，龍蝦灣為香港法定古蹟龍蝦灣石刻的所在地。
全港只有六間的其中一間的騎術學校及教育中心，亦在2008年在龍蝦灣建立學校。

## 事件

### 黎鴻荃醫生被殺棄屍案
1979年1月24日，西醫黎鴻荃離開他位於蘇屋邨的住所到旺角診所上班，其後被綁架，醫生家人曾收勒索電話要求五萬元贖金，但到交易地點時對方沒有露面，22天後，醫生的腐屍在龍蝦灣一個懸崖邊被發現，身首異處，本案至今仍未破案。

### 龍蝦灣五花大綁命案
1989年8月31日，一名男子（25歲，酒樓工人）遭人誘騙到龍蝦灣，遭連環毒打20分鐘，更被人用尼龍繩反綁、以塑膠袋封頭，然後生葬在一個沙洞中，導致窒息死亡。